# Escadarcs
Escadarcs es una entidad de población española del municipio de Fontanals de Cerdanya, perteneciente a la provincia de Gerona, en la comunidad autónoma de Cataluña.

## Toponimia
El nombre del lugar puede encontrarse mencionado con las grafías Escadars y Escadarcs.

## Historia
A mediados del siglo XIX, el lugar tenía contabilizadas 16 casas. Aparece descrito en el séptimo volumen del Diccionario geográfico-estadístico-histórico de España y sus posesiones de Ultramar de Pascual Madoz de la siguiente manera:

ESCADARS: l. en la prov. de Gerona, part. jud. de Ribas, aud. terr., c. g. de Barcelona, dióc. de Seo de Urgel: sit. en una pequeña llanuera á la márg. izq. del riach. Alfo, con buena ventilacion y clima frio, pero sano. Tiene unas 16 casas de mala construccion, y una igl. parr. aneja de la de Estoll. Confina el térm. con el mismo y Tallorta, mediante el r. Segre, Puigcerdá, Sanabastre y Sorigarola. El terreno es de inferior calidad, y escaso de leña; corre por él el mencionado riach. de S. á N. y desagua en el Segre. Los caminos son locales, de herradura, y se hallan en mal estado. prod.: centeno, poco trigo, cebada, avena, legumbres y alguna fruta; cria ganado vacuno, lanar y yeguar, y caza de conejos, perdices y liebres. pobl.: y riqueza (V. Astoll ó Estoll.)
(Madoz, 1847, p. 506)

En 2023 la entidad singular de población de Escadarcs, perteneciente al municipio de Fontanals de Cerdanya, tenía empadronados 33 habitantes.